# 바얀 후투그 카툰
바얀 후투그 또는 바얀 후두(몽골어: ᠪᠠᠶᠠᠨᠬᠤᠲᠤᠭ; Баян Хутаг, 伯顔忽都), 1324년 ~ 1365년 9월 7일)는 원나라 황제 혜종의 계후이다. 맞이한 순서로 따지면 두 번째 제1황후가 된다.(제1황후 다나슈리 폐위 후 맞이한 정궁황후) 대대로 황후를 배출한 옹기라트 부족 출신이다. 원 혜종의 아들 친킴과 설산을 두었으나, 친킴은 2세에 요절하고 설산은 1364년의 정변으로 황태자가 되었으나, 이듬해 폐위된뒤 살해되고 바얀 후투그도 그해 9월 사망했다.

## 생애
무종의 황후였던 선자혜성황후 첸게선자혜성황후(宣慈惠聖皇后 眞可)의 질녀이자 계비인 수케시리의 당질녀 혹은 재종질녀로, 육덕왕(毓德王) 베이르 테무르의 딸이다. 칭기즈 칸의 정비 보르테 카툰의 친정아버지 데이 세첸, 친정 오빠 안진의 직계후손에 해당된다. 
1335년(원통 3년), 혜종 토곤 테무르의 정궁황후(正宮皇后)였던 다나슈리 황후가 형제들의 모반 사건으로 폐출, 사사된 후 1337년(지원 3년) 3월에 황후(皇后) 책보(冊寶)를 받았다. 애당초 혜종은 총애하는 후비 기씨(기황후)에게 황후 자리를 주고 싶어 했으나, 조정의 실권자인 승상 바얀이 기씨의 황후 책봉을 반대하였다. 원 문종의 황후 부다시리 카툰이 바얀 후투그를 지지한 것이 결정적으로 작용했다. 혜종은 정궁 황후 자리를 옹기라트 부족 출신의 바얀 후투그에게 줄 수 밖에 없었다. 
바얀 후투그는 성품이 어질고, 질투심이 적어 황후가 된 후에도 앞에 나서는 일이 거의 없었다고 한다. 그는 검소하고, 시기하는 것을 기피했으며 예법을 중시했다. 혜종과의 사이에서 아들 친킴(眞金) 황자를 낳았지만 2세로 요절했고, 이후 원 혜종은 그의 처소에 출입하지 않고 기황후의 처소를 자주 찾고, 아들 아유르시리다르를 기황후에게서 보았다. 
바얀 후투그는 다시 아들 설산(雪山)을 낳았다. 1364년 장군 불루테무르(孛羅帖木兒, ᠪᠤᠯᠤᠲᠡᠮᠦᠷ)가 정변을 일으켜 아유르시리다르를 황태자에서 폐위하고 그녀의 둘째 아들 설산을 황태자로 세웠다. 그러나 1365년 초 불루테무르는 암살당했다. 바얀 후투그 본인은 1365년(지정 2년) 9월 7일에 42세의 나이로 세상을 떠났다.
신원사 열전 104권에 의하면 바얀 후투그 카툰이 남긴 의상이 너무 검소한 것을 본 기황후는 "정궁 황후(바얀 후투그)는 왜 이런 옷을 입고 있었는지"라며 쌀쌀맞은 반응을 보였다 한다. 당시 타이위안에서 돌아온 황태자 아유르시리다르만이 바얀 후투그의 죽음을 매우 슬퍼하며 울고 통곡했다 한다. 그녀의 시호는 기록에 전하지 않는다. 그녀가 죽자 폐위된 설산 태자는 옹기라트부 중 그녀의 친정의 영지였던 북해도(北海都) 전지(田地)로 추방되고, 이후의 행적은 미상이다.

## 일화
하루는 황후가 혜종의 순시를 따라 상경하는 길 도중에 혜종이 환관을 시켜 교지를 보내 황후에게 행차할 뜻을 전했는데, 황후가 이를 거절하면서 "밤이 깊었으니 지존(至尊)께서 왕래(往来)할 시간이 아닙니다." 라고 답하였다. 이후 환관이 여러 차례 뜻을 전하러 왕복했으나 황후는 끝내 거절하였고, 혜종은 이후로 그녀를 더욱 존중했다고 한다. 또 하루는 혜종이 그녀에게 "중정원(中政院)에서 관리하는 재산[钱粮]을 모두 그대에게 줄 뜻이 있는데, 그대는 이번에도 거절할 것인가?" 라고 물었더니, 황후는 "첩(妾, 본인)이 쓸 일이 있으면 쓰겠습니다. 들어오고 나가는 것을 관리할 때, 필시 제가 사람을 뽑아야 하는데 첩이 어찌 그 일을 잘 해낼 수 있겠습니까?" 라고 대답했다고 한다. 그녀가 세상을 떠난 후 기황후가 그녀가 남긴 옷을 보고 "정궁황후, 어찌 이런 옷을 입었던 말인가?" 라고 말하며 크게 웃었다는 일화도 전한다.

## 가계
- 아버지 : 육덕왕(毓德王) 베이르 테무르
- 고모 : 첸게 = 무종의 황후
  - 남편 : 혜종(惠宗)
    - 아들 : 진금 황자(眞金 皇子)
    - 아들 : 설산 황자(雪山 皇子)

## 바얀 후투그가 등장한 작품
- 《기황후》(MBC, 2013년~2014년, 배우:임주은)